# Airyglyph
Airyglyph es un reino que aparece en el juego de Square Enix Star Ocean: Till the End of Time para PlayStation 2.

## Airyglyph
Se trata de una de las tres grandes naciones del Continente de Gaitt junto a Aquaria y la República de Sanmite que antes formaba parte del reino de Aquor. Se encuentra en lo alto de montañas de más de 2000 metros de altura, con lo que el frío es glacial y los cultivos son escasos. En principio, subsistían gracias a la ganadería y, principalmente, por la minería, pero corre el rumor de que sus minas están casi agotadas por completo.

## Fuerza militar de Airyglyph
Al no podré producir sus propios recursos, Airyglyph siguió una política agresiva de ataque a naciones vecinas; sus generales, avivados por el hambre y el miedo a que su nación caiga en la miseria, son crueles y exageradamente infalibles. El reino dispone, en básica, de tras ramas o ejércitos:
- Brigada Negra: Llevada por Albel Nox, es la más brutal de todas; se caracteriza por barrer a sus enemigos por tierra con su brutal fuerza y excelente resistencia.

- Brigada Tormenta: Llevada por Count Woltar, se trata de una legión montada a lomos de lums, animales muy similares a caballos. Se trata de la caballería del reino, por lo que está hecha para asestar golpes brutales y huir luego a toda prisa.

- Brigada de Dragones: Llevada por Duke Vox, está compuesta por aquellos soldados que consiguieron superar la Ascensión de la Llama, lo cual es una garantía de por sí. Se caracteriza por su dureza y crueldad, y sus enemigos sufren verdadero terror cuando la ven aparecer.

## Relevancia de Airyglyph en la historia
Durante el comienzo del juego, Airyglyph es el mayor enemigo al que se enfrentan los protagonistas, pues al comienzo son capturados por ellos y, más adelante, son protegidos por Aquaria, territorio que Airyglyph ansia conquistar. Además, los generales Albel Nox y Duke Vox dan múltiples problemas durante el desarrollo de la historia (mientras que Count Woltar prefiere mantenerse apartado). Más adelante, una alianza entre Aquaria y Airyglyph permitirá que puedan hacerse con el Crosell, dragón gracias al cual consiguen escapar de Elicoor II. Además, Albel Nox es uno de los personajes opcionales que pueden unirse al grupo protagonista.